# Језичка конструкција (програмирање)
Језичка конструкција је синтаксно дозвољени део програма који може бити формиран од једног или више лексичких симбола у складу са правилима програмског језика.
Израз језичка конструкција се често користи као синоним за контролну структуру и не би га требало мешати са функцијом.

## Примери језичких конструкција
У PHP-у print је језичка конструкција.
```
<?php

print
 
'Zdravo svete'
;

?>

```

је исто ко и:
```
<?php

print
(
'Zdravo svete'
);

?>

```